# Maciej Iwański (piłkarz)
Maciej Iwański (ur. 7 maja 1981 w Krakowie) – polski piłkarz występujący na pozycji pomocnika. Reprezentant Polski. Obecnie prezes klubu Soła Oświęcim.

## Kariera klubowa
Iwański rozpoczął karierę w klubie Omag Oświęcim, skąd trafił do Unii Oświęcim. W 2000 roku został zawodnikiem Szczakowianki Jaworzno, gdzie szybko wywalczył sobie miejsce w podstawowym składzie. 4 sierpnia 2002 roku podczas spotkania z Wisłą Kraków zadebiutował w polskiej ekstraklasie. Po zakończeniu rundy jesiennej sezonu 2004/05 przeniósł się do Zagłębia Lubin. W sierpniu 2006 roku Iwański miał zostać zawodnikiem Antalyasporu, ostatecznie jednak do transferu nie doszło z winy tureckiego klubu. Wraz z Zagłębiem zdobył Mistrzostwo Polski oraz Superpuchar Ekstraklasy, zaś 20 czerwca 2008 roku podpisał trzyletni kontrakt z Legią Warszawa. We wrześniu 2010 roku został karnie przeniesiony do drużyny Młodej Ekstraklasy. Podczas gry w Legii Iwański zdobył Puchar Polski i drugi w karierze Superpuchar Ekstraklasy. 21 stycznia 2011 związał się dwuipółletnią umową z tureckim Manisaspor, jednak w listopadzie odszedł z powodu niewywiązywania się przez klub ze zobowiązań finansowych. 16 lutego 2012 roku Iwański został zawodnikiem ŁKS-u Łódź, który opuścił 17 sierpnia, by powrócić do Manisasporu. 11 września 2013 roku związał się roczną umową z Podbeskidziem Bielsko-Biała.

## Kariera reprezentacyjna
6 grudnia 2006 roku Iwański zadebiutował w reprezentacji Polski podczas meczu towarzyskiego ze Zjednoczonymi Emiratami Arabskimi, gdy w 46. minucie zmienił na boisku Łukasza Gargułę. We wrześniu 2010 został usunięty z kadry za spożywanie alkoholu po spotkaniu towarzyskim z Australią.

## Afera korupcyjna
W sierpniu 2012 wrocławski sąd rejonowy skazał Iwańskiego na rok więzienia w zawieszeniu za udział w ustawieniu meczu pomiędzy Zagłębiem a Cracovią w 2006 roku.

## Statystyki kariery
(aktualne na dzień 21 lipca 2015)
| Klub                       | Sezon              | Liga               | Liga  | Liga   | Puchar kraju | Puchar kraju | Europa | Europa | Inne  | Inne   | Suma  | Suma   |
| Klub                       | Sezon              | Liga               | Mecze | Bramki | Mecze        | Bramki       | Mecze  | Bramki | Mecze | Bramki | Mecze | Bramki |
| -------------------------- | ------------------ | ------------------ | ----- | ------ | ------------ | ------------ | ------ | ------ | ----- | ------ | ----- | ------ |
| Szczakowianka Jaworzno     | 2002/03            | I liga             | 28    | 4      | 1            | 0            | –      | –      | 2     | 1      | 31    | 5      |
| Szczakowianka Jaworzno     | 2003/04            | II liga            | 27    | 7      | 1            | 0            | –      | –      | –     | –      | 28    | 7      |
| Szczakowianka Jaworzno     | 2004/05            | II liga            | 15    | 6      | 7            | 2            | –      | –      | –     | –      | 22    | 8      |
| Zagłębie Lubin             | 2004/05            | I liga             | 13    | 1      | 8            | 1            | –      | –      | –     | –      | 21    | 2      |
| Zagłębie Lubin             | 2005/06            | I liga             | 26    | 10     | 9            | 1            | –      | –      | –     | –      | 35    | 11     |
| Zagłębie Lubin             | 2006/07            | I liga             | 29    | 6      | 2            | 0            | 2      | 0      | 4     | 1      | 37    | 7      |
| Zagłębie Lubin             | 2007/08            | I liga             | 28    | 10     | 6            | 3            | 2      | 0      | 3     | 0      | 39    | 13     |
| Legia Warszawa             | 2008/09            | Ekstraklasa        | 30    | 4      | 4            | 2            | 3      | 2      | 4     | 1      | 41    | 8      |
| Legia Warszawa             | 2009/10            | Ekstraklasa        | 30    | 6      | 3            | 0            | 4      | 2      | –     | –      | 37    | 8      |
| Legia Warszawa             | 2010/11            | Ekstraklasa        | 11    | 2      | 1            | 0            | –      | –      | –     | –      | 12    | 2      |
| Manisaspor                 | 2010/11            | Süper Lig          | 9     | 1      | 1            | 0            | –      | –      | –     | –      | 10    | 1      |
| Manisaspor                 | 2011/12            | Süper Lig          | 4     | 0      | 0            | 0            | –      | –      | –     | –      | 4     | 0      |
| ŁKS Łódź                   | 2011/12            | Ekstraklasa        | 13    | 0      | 0            | 0            | –      | –      | –     | –      | 13    | 0      |
| Manisaspor                 | 2012/13            | 1. Lig             | 32    | 3      | 1            | 1            | –      | –      | 3     | 0      | 36    | 4      |
| Podbeskidzie Bielsko-Biała | 2013/14            | Ekstraklasa        | 16    | 0      | 0            | 0            | –      | –      | –     | –      | 16    | 0      |
| Podbeskidzie Bielsko-Biała | 2014/15            | Ekstraklasa        | 32    | 8      | 1            | 0            | –      | –      | –     | –      | 33    | 8      |
| Ruch Chorzów               | 2015/16            | Ekstraklasa        | 1     | 0      | 0            | 0            | –      | –      | –     | –      | 1     | 0      |
| Ogólnie w karierze         | Ogólnie w karierze | Ogólnie w karierze | 344   | 68     | 45           | 10           | 11     | 4      | 16    | 3      | 416   | 85     |

## Statystyki kariery reprezentacyjnej
(aktualne na dzień 13 września 2013 roku)
| Reprezentacja | Rok     | Występy | Gole |
| ------------- | ------- | ------- | ---- |
| Polska        | 2006    | 1       | 0    |
| Polska        | 2007    | 2       | 1    |
| Polska        | 2008    | 0       | 0    |
| Polska        | 2009    | 1       | 0    |
| Polska        | 2010    | 6       | 1    |
| Polska        | Ogólnie | 10      | 2    |

| 1.  | 6 grudnia 2006       | Abu Zabi, Zjednoczone Emiraty Arabskie | Zjednoczone Emiraty Arabskie | 5:2 |     | Mecz towarzyski             |
| 2.  | 2 marca 2007         | Jerez de la Frontera, Hiszpania        | Estonia                      | 4:0 | Gol | Mecz towarzyski             |
| 3.  | 22 sierpnia 2007     | Moskwa, Rosja                          | Rosja                        | 2:2 |     | Mecz towarzyski             |
| 4.  | 10 października 2009 | Praga, Czechy                          | Czechy                       | 0:2 |     | El. MŚ 2010                 |
| 5.  | 17 stycznia 2010     | Nakhon Ratchasima, Tajlandia           | Dania                        | 1:3 |     | Puchar Króla Tajlandii 2010 |
| 6.  | 20 stycznia 2010     | Nakhon Ratchasima, Tajlandia           | Tajlandia                    | 3:1 |     | Puchar Króla Tajlandii 2010 |
| 7.  | 23 stycznia 2010     | Nakhon Ratchasima, Tajlandia           | Singapur                     | 6:1 | Gol | Puchar Króla Tajlandii 2010 |
| 8.  | 3 marca 2010         | Warszawa, Polska                       | Bułgaria                     | 2:0 |     | Mecz towarzyski             |
| 9.  | 4 września 2010      | Łódź, Polska                           | Ukraina                      | 1:1 |     | Mecz towarzyski             |
| 10. | 7 września 2010      | Kraków, Polska                         | Australia                    | 1:2 |     | Mecz towarzyski             |

## Sukcesy

### Zagłębie Lubin
- Mistrzostwo Polski (1): 2006/07
- Superpuchar Ekstraklasy (1): 2007

### Legia Warszawa
- Puchar Polski (1): 2010/11
- Superpuchar Ekstraklasy (1): 2008